# Upper Moreland Township (comté de Montgomery, Pennsylvanie)
Pour les articles homonymes, voir Upper Moreland Township.
Upper Moreland Township est un township du comté de Montgomery, en Pennsylvanie, aux États-Unis.